# Achada do Pampilar
Achada do Pampilar é um sítio povoado da freguesia de Santana, concelho de Santana, Ilha da Madeira.